# Isny im Allgäu
Isny im Allgäu là một xã ở huyện Ravensburg ở bang Baden-Württemberg thuộc nước Đức. Đô thị này có diện tích 85.39 km², dân số thời điểm 31 tháng 12 năm 2020 là 14.321 người.